# NGC 2584
NGC 2584 é uma galáxia espiral (Sbc) localizada na direcção da constelação de Hydra. Possui uma declinação de -04° 58' 15" e uma ascensão recta de 8 horas, 23 minutos e 15,5 segundos.
A galáxia NGC 2584 foi descoberta em 1886 por Frank Müller.